# Jorge Sanjinez Lenz
Jorge Sanjinez Lenz (Moquegua, 24 de enero de 1917 - Pucallpa, 24 de agosto de 2020) fue un veterano de guerra peruano que participó como voluntario militar en la Segunda Guerra Mundial, en el bando de los aliados para la liberación de Europa de las Potencias del Eje. Formó parte de las tropas extranjeras de la Brigada Piron. Después, fue agente de viajes en Lima y en Pucallpa, en la selva de Perú

## Biografía
Nació el 24 de enero de 1917 en la ciudad de Moquegua. Su niñez la pasó por periodos en su país y en Bolivia.  A los 12 se escapó a Lima, donde trabajó en la calle hasta llegar al hipódromo de la ciudad, a cuidar y limpiar caballos. El 15 de abril de 1945, Sanjinez fue ascendido a cabo y el 1 de agosto de 1945, a sargento, según la embajada de Francia. Volvió a Perú en enero de 1946, luego de terminar su voluntariado en Europa en 1945. Trabajó como tripulante de cabina para la compañía aérea Faucett, de los años 1946 y 1960.  Después, fue agente de viajes en Lima y en Pucallpa, en la selva de Perú, donde conoció y contrajo matrimonio con su tercera esposa Meldín Alava, natural de Pucallpa y tuvo dos hijos. Tuvo además otros tres hijos de sus relaciones anteriores. En 1994, Sanjinez viajó a Bruselas, Bélgica, para celebrar el aniversario 50 de la liberación de la ciudad, detalla la embajada de Francia, y en 2001, recibió la Orden del Rey Leopoldo II, de ese mismo país. En 2014, Francia homenajeó a los soldados que participaron en la liberación del país, durante la ceremonia por el aniversario número 70 de Normandía.
Pero Sanjinez no pudo asistir. Entonces, el embajador de Francia en el Perú, Fabrice Mauriès, viajó a Pucallpa, para poder entregarle al soldado la Legión de Honor, la más alta condecoración de ese país, en el grado de caballero, en febrero de 2017.
Fue el último latinoamericano en fallecer que participó en la Batalla de Normandía. Falleció el 24 de agosto de 2020 en su vivienda de Pucallpa a los 103 años de edad producto de un cáncer de pulmón, dolencia que le aquejaba desde hace un tiempo.

## Voluntariado

### Reclutamiento
En diciembre de 1942, en pleno desarrollo de la Segunda Guerra Mundial. Sanjinez asistió a la embajada de Bélgica de Lima para inscribirse en el bando rebelde que el gobierno del país europeo estaba promoviendo, junto a otros gobiernos en el exilio, para terminar la ocupación nazi. El entonces presidente Manuel Prado Ugarteche firmó un documento que avalaba la participación voluntaria de Sanjinez en la guerra, y con ello, evitaba perder la nacionalidad peruana al involucrarse en un conflicto para el cual el gobierno mantenía una actitud neutral.
Fui en barco a Estados Unidos y entramos por el río Misisipi, hasta Nueva Orleans, Luisiana. Luego fuimos en tren a Miami y de ahí en tren a Nueva York. De Nueva York nos enviaron a Canadá, donde entrenamos en invierno, en Quebec. (En junio de 1943) todos los voluntarios embarcamos en Halifax (en el barco Queen Mary) hasta Inglaterra. Recibimos un entrenamiento militar completo, especializado en búsqueda de minas antipersonales. Jorge fue enviado a la Brigada Piron, formada inicialmente por soldados belgas en Reino Unido mientras Bélgica estaba ocupada por los nazis.

### Participación bélica

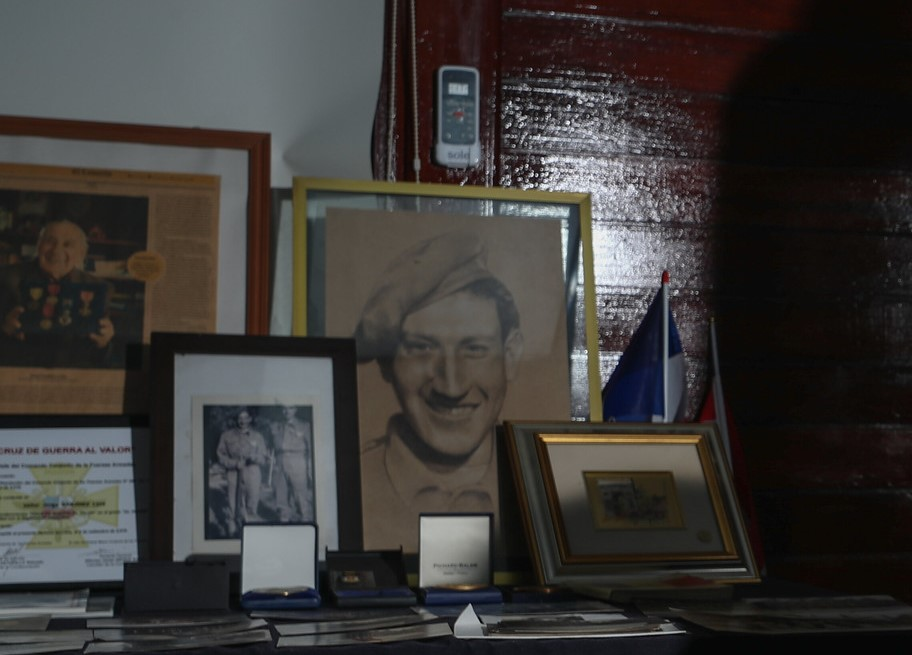
Objetos personales de Sanjinez Lenz en su casa de Pucallpa (2019).

Partió en un barco de origen chileno rumbo a Nueva York y de allí a Londres. Al poco tiempo de su llegada a la capital británica, llegó a perderse con un amigo suyo en el Hyde Park, donde conocieron de primera mano la experiencia del Blitz, del cual lograron salir vivos.
Su primera participación fue en agosto de 1944, en la batalla de Normandía, luego en las campañas neerlandesas. Sanjinez dijo que durante su estadía en el frente occidental conoció de manera directa la muerte:

Vimos la explosión y poco a poco nos acercamos al lugar. Solo pudimos encontrar el tronco del sargento. Había perdido las manos y piernas y estaba muerto. El chofer estaba tirado a varios metros de ahí, inconsciente. Estuvimos a segundos de haber estado en el jeep, pero nos salvamos.

Las otras campañas de Sanjinez fue los avances para la desocupación alemana en 1944 de Francia —Cabourg, 21 de agosto, Deauville, 22 de agosto y Honfleur, 24 de agosto— y de Bélgica —Bruselas, 3 de septiembre—.

### Otros compañeros voluntarios
Sanjinez fue, junto a Luis Miguel Chirichigno, Carlos Oyanguren, Arnoldo Zamora y Carlos Pérez-Barreto, los peruanos que participaron en la Segunda Guerra Mundial.

## Condecoraciones
Recibió varios reconocimientos y medallas por su participación. La más importante es la medalla de la Legión de Honor en grado de caballero por parte de Francia, otorgada en 2017 por parte de la embajada francesa.
- Médaille du volontaire 1940-1945 ( Bélgica).[12]
- Médaille du Volontaire de guerre combattant 1940-1945 ( Bélgica).[12]
- Médaille commémorative de la guerre 1940-1945 ( Bélgica).[12]
- Cruz de Guerra Belga (Segunda Guerra Mundial) ( Bélgica).[13][14][15][12]
- Caballero de la Orden de Leopoldo II ( Bélgica, 2001).[13][16][12]
- Caballero de la Legión de Honor ( Francia, 2017).[13][12]
- Cruz de Guerra al Valor (grado de Honor) ( Perú, 2019).[17][18][19]